# Scorțaru Vechi, Brăila
Scorțaru Vechi (anterior Mola) este un sat în comuna Tudor Vladimirescu din județul Brăila, Muntenia, România. Între anii 1417-1829 a făcut parte din Raiaua Brăila (Kaza Ibrail) a Imperiului Otoman.
La sfârșitul secolului al XIX-lea, satul Scorțaru Vechi era reședința comunei omonime din plasa Vădeni a județului Brăila și era alcătuită din trei sate, Comăneasca, Lutu Alb și Scorțaru Vechi, cu o populație totală de 937 de locuitori. În comuna Scorțaru Vechi se aflau o școală cu 60 de elevi, deschisă ca școală de băieți în 1865 și devenită mixtă în 1880, precum și o biserică ridicată de locuitori în 1873.
În 1925, cele comuna făcea parte din plasa Silistraru a aceluiași județ, și avea aceeași configurație și populația de 1349 de locuitori.
În 1950, comuna Scorțaru Vechi a fost inclusă în raionul Brăila al regiunii Galați. În 1968, ea a fost desființată și inclusă în comuna Tudor Vladimirescu, revenită la județul Brăila (reînființat).